# Gran Premio di superbike di Monza 2004
Il Gran Premio di superbike di Monza 2004 è stato la quarta prova su undici del campionato mondiale Superbike 2004, disputato il 16 maggio sull'autodromo nazionale di Monza, in gara 1 ha visto la vittoria di Régis Laconi davanti a James Toseland e Garry McCoy, lo stesso identico risultato si è ripetuto anche in gara 2.
Al termine della seconda gara Chris Vermeulen, che aveva tagliato il traguardo in seconda posizione, è stato squalificato per irregolarità tecniche.
La vittoria nella gara valevole per il campionato mondiale Supersport 2004 è stata ottenuta da Karl Muggeridge, mentre la gara del campionato Europeo della classe Superstock viene vinta da Gianluca Vizziello.

## Risultati

### Gara 1

#### Arrivati al traguardo[5]
| Pos. | Nº | Pilota               | Squadra                    | Motocicletta     | Giri | Tempo     | Griglia | Punti |
| ---- | -- | -------------------- | -------------------------- | ---------------- | ---- | --------- | ------- | ----- |
| 1º   | 55 | Régis Laconi         | Ducati Fila                | Ducati 999 F04   | 18   | 32:53.859 | 1º      | 25    |
| 2º   | 52 | James Toseland       | Ducati Fila                | Ducati 999 F04   | 18   | +0:09.800 | 6º      | 20    |
| 3º   | 24 | Garry McCoy          | Xerox - Ducati Nortel Net. | Ducati 999 RS    | 18   | +0:11.891 | 10º     | 16    |
| 4º   | 17 | Chris Vermeulen      | Ten Kate Honda             | Honda CBR 1000RR | 18   | +0:34.055 | 2º      | 13    |
| 5º   | 91 | Leon Haslam          | Renegade Ducati            | Ducati 999 RS    | 18   | +0:38.021 | 5º      | 11    |
| 6º   | 16 | Sergio Fuertes       | MIR Racing                 | Suzuki GSX 1000R | 18   | +0:41.980 | 19º     | 10    |
| 7º   | 20 | Marco Borciani       | D.F.Xtreme Sterilgarda     | Ducati 999 RS    | 18   | +0:42.117 | 8º      | 9     |
| 8º   | 9  | Chris Walker         | Foggy Petronas Racing      | Petronas FP1     | 18   | +0:42.405 | 9º      | 8     |
| 9º   | 4  | Troy Corser          | Foggy Petronas Racing      | Petronas FP1     | 18   | +0:44.983 | 12º     | 7     |
| 10º  | 5  | Piergiorgio Bontempi | Zongshen                   | Suzuki GSX 1000R | 18   | +0:57.215 | 13º     | 6     |
| 11º  | 8  | Ivan Clementi        | Kawasaki Bertocchi         | Kawasaki ZX 10   | 18   | +0:57.408 | 17º     | 5     |
| 12º  | 27 | Giancarlo De Matteis | Xerox - Ducati Nortel Net. | Ducati 999 RS    | 18   | +1:10.048 | 18º     | 4     |
| 13º  | 22 | Horst Saiger         | Life Haus RT               | Yamaha YZF R1    | 18   | +1:18.059 | 21º     | 3     |
| 14º  | 45 | Ivan Sala            | Anyway Fidoweb             | Suzuki GSX 1000R | 18   | +1:33.348 | 23º     | 2     |

#### Ritirati
| Nº  | Pilota              | Squadra                    | Motocicletta   | Giri | Griglia |
| --- | ------------------- | -------------------------- | -------------- | ---- | ------- |
| 6   | Mauro Sanchini      | Kawasaki Bertocchi         | Kawasaki ZX 10 | 15   | 15º     |
| 25  | Alessio Velini      | UnionBike GiMotorsport     | Yamaha YZF R1  | 10   | 20º     |
| 41  | Noriyuki Haga       | Renegade Ducati            | Ducati 999 RS  | 9    | 4º      |
| 99  | Steve Martin        | D.F.Xtreme Sterilgarda     | Ducati 999 RS  | 6    | 11º     |
| 7   | Pierfrancesco Chili | PSG - 1 Corse              | Ducati 999 RS  | 4    | 3º      |
| 50  | Miguel Praia        | Xerox - Ducati Nortel Net. | Ducati 999 RS  | 4    | 25º     |
| 23  | Jiří Mrkývka        | JM SBK                     | Ducati 998 RS  | 4    | 24º     |
| 69  | Gianluca Nannelli   | Pedercini                  | Ducati 998 RS  | 3    | 7º      |
| 19  | Lucio Pedercini     | Pedercini                  | Ducati 998 RS  | 2    | 14º     |
| 113 | Paolo Blora         | Guandalini                 | Ducati 999 RS  | 0    | 16º     |

### Gara 2

#### Arrivati al traguardo[6]
| Pos. | Nº | Pilota               | Squadra                    | Motocicletta     | Giri | Tempo     | Griglia | Punti |
| ---- | -- | -------------------- | -------------------------- | ---------------- | ---- | --------- | ------- | ----- |
| 1º   | 55 | Régis Laconi         | Ducati Fila                | Ducati 999 F04   | 18   | 32:48.901 | 1º      | 25    |
| 2º   | 52 | James Toseland       | Ducati Fila                | Ducati 999 F04   | 18   | +0:18.281 | 6º      | 20    |
| 3º   | 24 | Garry McCoy          | Xerox - Ducati Nortel Net. | Ducati 999 RS    | 18   | +0:19.403 | 10º     | 16    |
| 4º   | 91 | Leon Haslam          | Renegade Ducati            | Ducati 999 RS    | 18   | +0:34.611 | 5º      | 13    |
| 5º   | 4  | Troy Corser          | Foggy Petronas Racing      | Petronas FP1     | 18   | +0:40.665 | 12º     | 11    |
| 6º   | 20 | Marco Borciani       | D.F.Xtreme Sterilgarda     | Ducati 999 RS    | 18   | +0:41.256 | 8º      | 10    |
| 7º   | 9  | Chris Walker         | Foggy Petronas Racing      | Petronas FP1     | 18   | +0:42.485 | 9º      | 9     |
| 8º   | 99 | Steve Martin         | D.F.Xtreme Sterilgarda     | Ducati 999 RS    | 18   | +0:48.936 | 11º     | 8     |
| 9º   | 6  | Mauro Sanchini       | Kawasaki Bertocchi         | Kawasaki ZX 10   | 18   | +0:49.012 | 15º     | 7     |
| 10º  | 8  | Ivan Clementi        | Kawasaki Bertocchi         | Kawasaki ZX 10   | 18   | +0:51.042 | 17º     | 6     |
| 11º  | 5  | Piergiorgio Bontempi | Zongshen                   | Suzuki GSX 1000R | 18   | +1:02.321 | 13º     | 5     |
| 12º  | 19 | Lucio Pedercini      | Pedercini                  | Ducati 998 RS    | 18   | +1:09.516 | 14º     | 4     |
| 13º  | 25 | Alessio Velini       | UnionBike GiMotorsport     | Yamaha YZF R1    | 18   | +1:09.573 | 20º     | 3     |
| 14º  | 22 | Horst Saiger         | Life Haus RT               | Yamaha YZF R1    | 18   | +1:20.873 | 21º     | 2     |

#### Ritirati
| Nº  | Pilota               | Squadra                    | Motocicletta     | Giri | Griglia |
| --- | -------------------- | -------------------------- | ---------------- | ---- | ------- |
| 113 | Paolo Blora          | Guandalini                 | Ducati 999 RS    | 12   | 16º     |
| 45  | Ivan Sala            | Anyway Fidoweb             | Suzuki GSX 1000R | 7    | 23º     |
| 41  | Noriyuki Haga        | Renegade Ducati            | Ducati 999 RS    | 6    | 4º      |
| 7   | Pierfrancesco Chili  | PSG - 1 Corse              | Ducati 998 RS    | 5    | 3º      |
| 27  | Giancarlo De Matteis | Xerox - Ducati Nortel Net. | Ducati 999 RS    | 3    | 18º     |
| 23  | Jiří Mrkývka         | JM SBK                     | Ducati 998 RS    | 1    | 24º     |
| 69  | Gianluca Nannelli    | Pedercini                  | Ducati 998 RS    | 0    | 7º      |
| 16  | Sergio Fuertes       | MIR Racing                 | Suzuki GSX 1000R | 0    | 19º     |
| 50  | Miguel Praia         | Xerox - Ducati Nortel Net. | Ducati 999 RS    | 0    | 25º     |

#### Squalificato
| Nº | Pilota          | Squadra        | Motocicletta     | Giri | Tempo     | Griglia |
| -- | --------------- | -------------- | ---------------- | ---- | --------- | ------- |
| 17 | Chris Vermeulen | Ten Kate Honda | Honda CBR 1000RR | 18   | +0:12.392 | 2º      |

### Supersport

#### Arrivati al traguardo
| Pos. | Nº | Pilota                   | Squadra                  | Motocicletta    | Giri | Tempo     | Griglia | Punti |
| ---- | -- | ------------------------ | ------------------------ | --------------- | ---- | --------- | ------- | ----- |
| 1º   | 31 | Karl Muggeridge          | Ten Kate Honda           | Honda CBR 600RR | 16   | 30'27.772 | 1º      | 25    |
| 2º   | 23 | Broc Parkes              | Ten Kate Honda           | Honda CBR 600RR | 16   | +8.354    | 6º      | 20    |
| 3º   | 4  | Jurgen van den Goorbergh | Yamaha Italia            | Yamaha YZF R6   | 16   | +13.223   | 4º      | 16    |
| 4º   | 16 | Sébastien Charpentier    | Klaffi Honda             | Honda CBR 600RR | 16   | +22.382   | 2º      | 13    |
| 5º   | 93 | Christian Kellner        | Yamaha Motor Deutschland | Yamaha YZF R6   | 16   | +35.638   | 19º     | 11    |
| 6º   | 76 | Max Neukirchner          | Klaffi Honda             | Honda CBR 600RR | 16   | +35.686   | 15º     | 10    |
| 7º   | 25 | Giovanni Bussei          | SL Racing                | Ducati 749 R    | 16   | +36.195   | 11º     | 9     |
| 8º   | 21 | Vittoriano Guareschi     | Ducati Breil             | Ducati 749 R    | 16   | +36.444   | 13º     | 8     |
| 9º   | 24 | Matthieu Lagrive         | Moto 1                   | Suzuki GSX 600R | 16   | +37.082   | 17º     | 7     |
| 10º  | 54 | Jan Hanson               | Kobutex Honda            | Honda CBR 600RR | 16   | +43.110   | 20º     | 6     |
| 11º  | 55 | Massimo Roccoli          | Bike Service             | Yamaha YZF R6   | 16   | +44.380   | 23º     | 5     |
| 12º  | 18 | Denis Sacchetti          | Italia Megabike          | Honda CBR 600RR | 16   | +44.698   | 18º     | 4     |
| 13º  | 41 | Diego Giugovaz           | Velox Team               | Honda CBR 600RR | 16   | +50.080   | 21º     | 3     |
| 14º  | 49 | Ron Van Steenbergen      | Kobutex Honda            | Honda CBR 600RR | 16   | +1'12.086 | 27º     | 2     |
| 15º  | 57 | Lorenzo Lanzi            | Ducati Breil             | Ducati 749 R    | 16   | +1'30.689 | 9º      | 1     |

#### Ritirati
| Nº | Pilota               | Squadra                     | Motocicletta    | Giri | Griglia |
| -- | -------------------- | --------------------------- | --------------- | ---- | ------- |
| 37 | Katsuaki Fujiwara    | Suzuki Alstare Corona Extra | Suzuki GSX 600R | 13   | 5º      |
| 27 | Cristiano Migliorati | Lightspeed                  | Kawasaki ZX6 RR | 12   | 10º     |
| 22 | Stefano Cruciani     | Kawasaki Bertocchi          | Kawasaki ZX6 RR | 10   | 14º     |
| 43 | Andrea Berta         | Biassono Racing             | Honda CBR 600RR | 10   | 26º     |
| 11 | Kevin Curtain        | Yamaha Motor Deutschland    | Yamaha YZF R6   | 8    | 7º      |
| 39 | Nicky Wimbauer       | Team Trasimeno              | Yamaha YZF R6   | 6    | 28º     |
| 15 | Matteo Baiocco       | Lorenzini by Leoni          | Yamaha YZF R6   | 6    | 22º     |
| 35 | Gilles Boccolini     | Italia Megabike             | Honda CBR 600RR | 4    | 25º     |
| 2  | Stéphane Chambon     | Suzuki Alstare Corona Extra | Suzuki GSX 600R | 3    | 12º     |
| 8  | Alessio Corradi      | Italia Megabike             | Honda CBR 600RR | 2    | 8º      |
| 19 | Walter Tortoroglio   | Celani - Suzuki Italia      | Suzuki GSX 600R | 1    | 16º     |

### Superstock

#### Arrivati al traguardo
| Pos. | Nº | Pilota                 | Squadra                    | Motocicletta     | Giri | Tempo     | Griglia | Punti |
| ---- | -- | ---------------------- | -------------------------- | ---------------- | ---- | --------- | ------- | ----- |
| 1º   | 45 | Gianluca Vizziello     | Italia Lorenzini by Leoni  | Yamaha YZF R1    | 11   | 20'30.818 | 1º      | 25    |
| 2º   | 4  | Lorenzo Alfonsi        | Italia Lorenzini by Leoni  | Yamaha YZF R1    | 11   | +5.435    | 2º      | 20    |
| 3º   | 69 | Didier Van Keymeulen   | Yamaha Motor Germany       | Yamaha YZF R1    | 11   | +9.635    | 4º      | 16    |
| 4º   | 57 | Ilario Dionisi         | Celani - Suzuki Italia     | Suzuki GSX 1000R | 11   | +14.255   | 6º      | 13    |
| 5º   | 76 | Bernat Martínez        | Bernat Marvimoto           | Yamaha YZF R1    | 11   | +17.519   | 5º      | 11    |
| 6º   | 14 | John Laverty           | EMS Racing                 | Suzuki GSX 1000R | 11   | +27.483   | 12º     | 10    |
| 7º   | 54 | Kenan Sofuoğlu         | Yamaha Motor Germany       | Yamaha YZF R1    | 11   | +28.122   | 9º      | 9     |
| 8º   | 16 | Enrique Rocamora       | Kawasaki Bertocchi         | Kawasaki ZX10    | 11   | +31.895   | 13º     | 8     |
| 9º   | 37 | William De Angelis     | Rox Racing                 | Ducati 999S      | 11   | +35.570   | 16º     | 7     |
| 10º  | 15 | Pierrot Lerat-Vanstaen | Association Plein Gaz      | Suzuki GSX 1000R | 11   | +41.817   | 17º     | 6     |
| 11º  | 7  | Fabrizio De Noni       | MNR Racing                 | Suzuki GSX 1000R | 11   | +46.410   | 14º     | 5     |
| 12º  | 28 | Sepp Vermonden         | Sepp Racing - Dirk Van Mol | Suzuki GSX 1000R | 11   | +53.245   | 20º     | 4     |
| 13º  | 34 | José Hurtado           | MIR Racing                 | Suzuki GSX 1000R | 11   | +53.873   | 18º     | 3     |
| 14º  | 86 | Ayrton Badovini        | EVR Corse Biassono R.T.    | Ducati 999S      | 11   | +1'01.337 | 23º     | 2     |
| 15º  | 78 | Robert De Vries        | CRT Yamaha                 | Yamaha YZF R1    | 11   | +1'03.877 | 25º     | 1     |
| 16º  | 35 | Christian Dal Corso    | PSG-1 Corse                | Ducati 999S      | 11   | +1'04.364 | 28º     |       |
| 17º  | 79 | Stefano Bianco         | MNR Racing                 | Suzuki GSX 1000R | 11   | +1'09.253 | 15º     |       |
| 18º  | 99 | José Lombardo          | MIR Racing                 | Suzuki GSX 1000R | 11   | +1'09.923 | 29º     |       |
| 19º  | 85 | Libor Bucek            | Bucek Racing               | Honda CBR 1000RR | 11   | +1'20.399 | 31º     |       |
| 20º  | 41 | Risto Klausen          | Bike World Racing          | Honda CBR 1000RR | 11   | +1'23.258 | 34º     |       |
| 21º  | 22 | Leroy Verboven         | Herman Verboven Racing     | Suzuki GSX 1000R | 11   | +1'23.377 | 33º     |       |
| 22º  | 26 | Tom van Looy           | Herman Verboven Racing     | Suzuki GSX 1000R | 11   | +1'31.506 | 32º     |       |

#### Ritirati
| Nº | Pilota                | Squadra                     | Motocicletta     | Giri | Griglia |
| -- | --------------------- | --------------------------- | ---------------- | ---- | ------- |
| 52 | Alessio Perilli       | Ducci - I.T. Networks F.    | Honda CBR 1000RR | 10   | 22º     |
| 75 | Ghisbert van Ginhoven | MCT-Sitra                   | Ducati 999S      | 9    | 24º     |
| 89 | Jiri Kaderabek        | Akuna Racing                | Honda CBR 1000RR | 7    | 27º     |
| 80 | Roberto Lunadei       | Titano Corse                | Suzuki GSX 1000R | 6    | 10º     |
| 53 | Alessandro Polita     | Rox Racing                  | Ducati 999S      | 6    | 7º      |
| 48 | Grégory Fastré        | Zone Rouge                  | Yamaha YZF R1    | 6    | 19º     |
| 5  | Riccardo Chiarello    | Suzuki Alstare Corona Extra | Suzuki GSX 1000R | 4    | 3º      |
| 9  | Luca Scassa           | Ormeni Racing               | Kawasaki ZX10    | 0    | 8º      |
| 72 | Dennis Hobbs          | Beowulf World               | Suzuki GSX 1000R | 0    | 21º     |
| 93 | David Butler          | EVR Corse Biassono R.T.     | Ducati 999S      | 0    | 26º     |
| 77 | Nicolas Saelens       | MCT-Sitra                   | Ducati 999S      | 0    | 30º     |